# Novo Mjesto
Novo Mjesto je naseljeno mjesto u Republici Hrvatskoj u Zagrebačkoj županiji.

## Zemljopis
Administrativno je u sastavu grada Svetog Ivana Zeline. Naselje se proteže na površini od 4,38 km². 

## Stanovništvo
Prema popisu stanovništva iz 2001. godine u Novom Mjestu živi 140 stanovnika i to u 42 kućanstva. Gustoća naseljenosti iznosi 31,96 st./km².
| broj stanovnika | 160   | 104   | 104   | 138   | 156   | 163   | 180   | 178   | 188   | 192   | 184   | 179   | 153   | 149   | 140   | 147   | 143   |
|                 | 1857. | 1869. | 1880. | 1890. | 1900. | 1910. | 1921. | 1931. | 1948. | 1953. | 1961. | 1971. | 1981. | 1991. | 2001. | 2011. | 2021. |

## Znamenitosti
- Crkva sv. Petra

## Vanjske poveznice
- Prikaz izložbe Zelinske crkve i kapele